# ATC kód N02
ATC kód N02 Analgetika je hlavní terapeutická skupina anatomické skupiny N. Nervová soustava.

## N02A Opioidní analgetika (anodyna)

### N02AA Přírodní opiové alkaloidy
N02AA01 Morfin
N02AA02 Opium
N02AA03 Hydromorfon
N02AA04 Nikomorfin
N02AA05 Oxykodon
(N02AA06 změněno na N02AD02; N02AA07 změněno na N02AE01)
N02AA08 Dihydrokodein
N02AA09 Diamorfin
N02AA10 Papaveretum
N02AA51: Morfin, kombinace
N02AA55: Oxykodon, kombinace
N02AA58: Dihydrokodein, kombinace
N02AA59: Kodein, kombinace kromě psycholeptik
N02AA79: Kodein, kombinace s psycholeptiky

### N02AB Deriváty fenylpiperidinu
N02AB01 Ketobemidon
N02AB02 Pethidin
N02AB03 Fentanyl
N02AB52 Pethidin, kombinace kromě psycholeptik
QN02AB53 Fentanyl, kombinace kromě psycholeptik
N02AB72 Pethidin, kombinace s psycholeptiky
QN02AB73 Fentanyl, kombinace s psycholeptiky

### N02AC Deriváty difenylpropylaminu
N02AC01 Dextromoramid
(N02AC02 změněno na N07BC02)
N02AC03 Piritramid
N02AC04 Dextropropoxyfen
N02AC05 Bezitramid
(N02AC06 změněno na N07BC03)
N02AC52 Methadon, kombinace kromě psycholeptik
N02AC54 Dextropropoxyfen, kombinace kromě psycholeptik
N02AC74 Dextropropoxyfen, kombinace s psycholeptiky

### N02AD Deriváty benzomorfanu
N02AD01 Pentazocin
N02AD02 Fenazocin

### N02AE Deriváty oripavinu
N02AE01 Buprenorfin
QN02AE90 Etorfin
QN02AE99 deriváty oripavinu v kombinaci

### N02AF Deriváty morfinanu
N02AF01 Butorfanol
N02AF02 Nalbufin

### N02AG Opioidní analgetika v kombinaci se spazmolytiky
N02AG01 Morfin a spazmolytika
N02AG02 Ketobemidon a spazmolytika
N02AG03 Pethidin a spazmolytika
N02AG04 Hydromorfon a spazmolytika

### N02AX Jiná opioidní analgetika
N02AX01 Tilidin
N02AX02 Tramadol
N02AX03 Dezocin
(N02AX04 změněno na N02BG07)
N02AX05 Dezocin
N02AX06 Tapentadol
N02AX52 Tramadol, kombinace s paracetamolem

## N02B Jiná analgetika a antipyretika

### N02BA Kyselina acetylsalicylová a deriváty
N02BA01 Kyselina acetylsalicylová
N02BA02 Aloxiprin (Superpyrin)
N02BA03 Choliniumsalicylát
N02BA04 Salicylát sodný
N02BA05 Salicylamid
N02BA06 Salsalát
N02BA07 Ethenzamid
N02BA08 Morfolinsalicylát
N02BA09 Dipyrocetyl
N02BA10 Benorilat
N02BA11 Diflunisal
N02BA12 Salicylát draselný
N02BA14 Guacetisal
N02BA15 Vápenatá sůl karbasalátu
N02BA16 Imidazol-salicylát
N02BA51 Kyselina acetylsalicylová, kombinace kromě psycholeptik
N02BA55 Salicylamid, kombinace kromě psycholeptik
N02BA57 Ethenzamid, kombinace kromě psycholeptik
N02BA59 Dipyrocetyl, kombinace kromě psycholeptik
N02BA65 Vápenatá sůl karbasalátu, kombinace kromě psycholeptik
N02BA71 Kyselina acetylsalicylová, kombinace s psycholeptiky
N02BA75 Salicylamid, kombinace s psycholeptiky
N02BA77 Ethenzamid, kombinace s psycholeptiky
N02BA79 Dipyrocetyl, kombinace s psycholeptiky

### N02BB Pyrazolony
N02BB01 Fenazon
N02BB02 Metamizol sodný
N02BB03 Aminofenazon
N02BB04 Propyfenazon
N02BB05 Nifenazon
N02BB51 Fenazon, kombinace kromě psycholeptik
N02BB52 Metamizol sodný, kombinace kromě psycholeptik
N02BB53 Aminofenazon, kombinace kromě psycholeptik
N02BB54 Propyfenazon, kombinace kromě psycholeptik
N02BB71 Fenazon, kombinace s psycholeptiky
N02BB72 Metamizol sodný, kombinace s psycholeptiky
N02BB73 Aminofenazon, kombinace s psycholeptiky
N02BB74 Propyfenazon, kombinace s psycholeptiky

### N02BE Anilidy
N02BE01 Paracetamol
N02BE03 Fenacetin
N02BE04 Bucetin
N02BE05 Propacetamol
N02BE51 Paracetamol, kombinace kromě psycholeptik
N02BE53 Fenacetin, kombinace kromě psycholeptik
N02BE54 Bucetin, kombinace kromě psycholeptik
N02BE71 Paracetamol, kombinace s psycholeptiky
N02BE73 Fenacetin, kombinace s psycholeptiky
N02BE74 Bucetin, kombinace s psycholeptiky

### N02BG Jiná analgetika a antipyretika
N02BG02 Rimazolium
N02BG03 Glafenin
N02BG04 Floktafenin
N02BG05 Viminol
N02BG06 Nefopam
N02BG07 Flupirtin
N02BG08 Zikonotid
N02BG09 Methoxyfluran
N02BG10 Tetrahydrocannabinol + Kanabidiol (kanabinoidy; hustý konopný extrakt)

## N02C Antimigrenika

### N02CA Námelové alkaloidy
N02CA01 Dihydroergotamin
N02CA02 Ergotamin
N02CA04 Methysergid
N02CA07 Lysurid
N02CA51 Dihydroergotamin, kombinace
N02CA52 Ergotamin, kombinace kromě psycholeptik
N02CA72 Ergotamin, kombinace s psycholeptiky

### N02CB Deriváty kortikosteroidů
N02CB01 Flumedroxon

### N02CC Selektivní agonisté serotoninu na 5HT1 receptorech
N02CC01 Sumatriptan
N02CC02 Naratriptan
N02CC03 Zolmitriptan
N02CC04 Rizatriptan
N02CC05 Almotriptan
N02CC06 Eletriptan
N02CC07 Frovatriptan

### N02CX Jiná antimigrenika
N02CX01 Pizotifen
N02CX02 Klonidin
N02CX03 Iprazochrom
(N02CX04 změněno na N02CC01)
N02CX05 Dimetothiazin
N02CX06 Oxetoron

## Poznámka
- Registrované léčivé přípravky na území České republiky.
- Informační zdroj: Státní ústav pro kontrolu léčiv, Všeobecná zdravotní pojišťovna.